# European Open 2021
L'European Open 2021 è stato un torneo di tennis che si è giocato sui campi in cemento indoor nella categoria ATP Tour 250 nell'ambito dell'ATP Tour 2021. È stata la 6ª edizione del torneo. Gli incontri si sono disputati alla Lotto Arena di Anversa, in Belgio, dal 18 al 26 ottobre.

## Partecipanti

### Teste di serie
| Nazionalita | Giocatore             | Ranking* | Testa di serie |
| ----------- | --------------------- | -------- | -------------- |
| Italia      | Jannik Sinner         | 14       | 1              |
| Argentina   | Diego Schwartzman     | 15       | 2              |
| Cile        | Cristian Garín        | 17       | 3              |
| Spagna      | Roberto Bautista Agut | 19       | 4              |
| Stati Uniti | Reilly Opelka         | 20       | 5              |
| Australia   | Alex de Minaur        | 27       | 6              |
| Sudafrica   | Lloyd Harris          | 31       | 7              |
| Serbia      | Dušan Lajović         | 35       | 8              |

* Ranking al 4 ottobre 2021.

### Altri partecipanti
I seguenti giocatori hanno ricevuto una wild card per il tabellone principale:
- Zizou Bergs
- Richard Gasquet
- Andy Murray

I seguenti giocatori sono entrati nel tabellone principale passando dalle qualificazioni:

### Ritiri
Prima del torneo
- Félix Auger-Aliassime → sostituito da  Alexei Popyrin
- Nikoloz Basilašvili → sostituito da  Gianluca Mager
- Pablo Carreño Busta → sostituito da  Jordan Thompson
- Grigor Dimitrov → sostituito da  Arthur Rinderknech
- Fabio Fognini → sostituito da  Lorenzo Musetti
- Ugo Humbert → sostituito da  Jan-Lennard Struff
- Cameron Norrie → sostituito da  Botic van de Zandschulp

## Partecipanti al doppio

### Teste di serie
| Nazione     | Giocatore      | Nazione     | Giocatore         | Ranking* | Testa di serie |
| ----------- | -------------- | ----------- | ----------------- | -------- | -------------- |
| Croazia     | Ivan Dodig     | Brasile     | Marcelo Melo      | 33       | 1              |
| Francia     | Nicolas Mahut  | Francia     | Fabrice Martin    | 44       | 2              |
| Paesi Bassi | Wesley Koolhof | Paesi Bassi | Jean-Julien Rojer | 52       | 3              |
| Belgio      | Sander Gillé   | Belgio      | Joran Vliegen     | 73       | 4              |

* Ranking aggiornato al 4 ottobre 2021.

### Altri partecipanti
Le seguenti coppie hanno ricevuto una wildcard per il tabellone principale:
- Ruben Bemelmans /  Kimmer Coppejans
- Lloyd Harris /  Xavier Malisse

### Ritiri

#### Prima del torneo
- Simone Bolelli /  Máximo González → sostituiti da  David Pel /  Botic van de Zandschulp
- Grigor Dimitrov /  Frederik Nielsen → sostituiti da  Frederik Nielsen /  Matej Sabanov
- Fabio Fognini /  Roman Jebavý → sostituiti da  Roman Jebavý /  Andrėj Vasileŭski
- Cristian Garín /  David Vega Hernández → sostituiti da  Federico Delbonis /  David Vega Hernández
- Nikola Mektić /  Mate Pavić → sostituiti da  Jonathan Erlich /  André Göransson
- John Peers /  Filip Polášek → sostituiti da  Romain Arneodo /  Matt Reid
- Tim Pütz /  Michael Venus → sostituiti da  Denys Molčanov /  Oleksandr Nedovjesov

## Punti e montepremi
| Torneo              | V       | F       | SF      | QF      | 2T     | 1T     | Q    | Q2     | Q1     |
| Singolare           | 250     | 150     | 90      | 45      | 20     | 0      | 12   | 6      | 0      |
| Premi in denaro (€) | €30 160 | €24 000 | €16 000 | €11 200 | €9 000 | €6 565 | N.D. | €3 210 | €1 670 |
| Doppio              | 250     | 150     | 90      | 45      | N.D.   | 0      | N.D. | N.D.   | N.D.   |
| Premi in denaro (€) | €10 710 | €7 820  | €6 210  | €4 590  | N.D.   | €3 460 | N.D. | N.D.   | N.D.   |

## Campioni

### Singolare
Jannik Sinner ha sconfitto in finale  Diego Schwartzman con il punteggio di 6-2, 6-2.
- È il quinto titolo in carriera per Sinner, il quarto della stagione.

### Doppio
Fabrice Martin /  Nicolas Mahut hanno sconfitto in finale  Wesley Koolhof /  Jean-Julien Rojer con il punteggio di 6-0, 6-1.